# Мартина Сватовська-Венґлярчик
Мартина Сватовська-Венґлярчик (8 липня 1994 , Щецин ) — польська фехтувальниця на шпагах, бронзова призерка Олімпійcьких ігор 2024 року, чемпіонка світу.

## Виступи на Олімпіадах
| Олімпіада  | Дисципліна          | Місце |
| ---------- | ------------------- | ----- |
| Париж 2024 | індивідуальна шпага | 28    |
| Париж 2024 | командна шпага      | 3     |